# Győry Kálmán
Győry Kálmán (Ózd, 1940. február 23. –) Széchenyi-díjas magyar matematikus, professor emeritus, a Magyar Tudományos Akadémia és az Európai Akadémia rendes tagja, a diofantikus számelmélet nemzetközileg elismert szaktekintélye. 1993 és 1998 között a Kossuth Lajos Tudományegyetem Természettudományi Kar dékánja. 2000 és 2001 között a Debreceni Egyetemmé átszervezett intézmény tudományos rektorhelyettese, 2001 és 2002 között rektora. 2021 óta tagja a Gróf Tisza István Debreceni Egyetemért Alapítvány kuratóriumának.

## Életpályája
1959-ben kezdte meg egyetemi tanulmányait a Kossuth Lajos Tudományegyetem (2000-től Debreceni Egyetem) Természettudományi Kar matematika–ábrázoló geometria szakán, ahol 1964-ben szerzett tanári diplomát.
Diplomájának megszerzése után a Kossuth Lajos Tudományegyetem Algebra és Számelmélet tanszékén dolgozott gyakornokként, majd 1965-ben tanársegédi megbízást kapott. 1969-től adjunktusként, 1974-től docensként dolgozott. 1985-ben kapta meg egyetemi tanári, 1988-ban tanszékvezetői kinevezését. A tanszéket 2005-ig vezette. 1993-ban megválasztották a Természettudományi Kar dékánjává. Tisztségét 1998-ig viselte. 2000-ben az egyetem tudományos rektorhelyettesévé, majd 2001-ben rektorává választották. 2002-ig volt az egyetem vezetője (2004-ig prorektorként tevékenykedett).
Számos külföldi egyetem illetve kutatóintézet vendégprofesszora, vendégkutatója volt: Párizsi Egyetem (1979), Leideni Állami Egyetem (1983–1984), MTA Matematikai Kutatóintézet (Budapest, 1985–1986), Louis Pasteur Egyetem (Strasbourg, 1987), Eötvös Loránd Tudományegyetem (1991), Rutgers Egyetem (1992), Matematikai Kutatóintézet Berkeley (1993), Nihon Egyetem (1994), Hongkongi Egyetem (2004), Bombayi Tata Institute (2005) és a Bonni Hausdorff Institute (2009).
Meghívás alapján több, mint 200 előadást tartott tudományos eredményeiről Európa sok országában, Amerikában, Ázsiában és Ausztráliában.
1973-ban védte meg a matematikai tudományok kandidátusi, 1984-ben akadémiai doktori értekezését. 1993-ban megválasztották a Magyar Tudományos Akadémia levelező, 1998-ban pedig rendes tagjává. 1999 és 2005 között a Matematikai Tudományok Osztályának elnöke volt, ebből fakadóan az MTA elnökségének is tagja volt. Akadémiai tevékenysége mellett az Európai Akadémia tagjává, a Bolyai János Matematikai Társulat tiszteletbeli elnökévé, és a magyar Felsőoktatási Akkreditációs Bizottság alelnökévé is megválasztották. Számos nemzetközi matematikai szakfolyóirat, közöttük az Acta Arithmetica szerkesztőbizottságának tagja.

## Munkássága
Kutatási területe a számelmélet, ezen belül elsősorban a diofantikus számelmélet, az algebrai számelmélet és az irreducibilis polinomok elmélete. Legjelentősebb eredményei a diofantikus számelméletben nyert általános effektív végességi tételei és algoritmusai. Úttörő szerepet játszott a tetszőleges ismeretlen számú széteső forma egyenletek és az egységegyenletek elmélete kidolgozásában és különféle alkalmazásaiban. Ezzel kapcsolatban teljes általánosságban és kvantitatív formában feltárta ezen egyenletek megoldáshalmazának a szerkezetét. Alan Baker brit matematikus módszerét egy általa kidolgozott módszerrel kombinálva, Győry elsőként nyert effektív felső korlátokat e két egyenlettípus megoldásaira. Eredményeit tetszőleges, Z felett végesen generált alapgyűrűk esetére is kiterjesztette. Ezáltal széles körű alkalmazások előtt nyitott utat például az algebrai számelmélet területén.
Győry több régi, közöttük egy több, mint 100 éves matematikai problémát oldott meg, többek között Hermite, Gyelonye és Fagyejev, Nagell, Narkiewicz, valamint Alfred Brauer és Richard Brauer egy-egy problémáját. Egyebek között általános effektív végességi tételeket nyert adott diszkriminánsú főpolinomokra, binér formákra, valamint monogén számtestekre és hatvány egész bázisokra vonatkozóan. Eredményeire és módszerére alapozva kezdtek el foglalkozni széteső forma egyenletek számítógépes megoldásával, illetve hatvány egész bázisok meghatározásával.
Bebizonyította Erdős Pál egy sejtését, mely binomiális együtthatók hatványértékeire vonatkozott. Társszerzőkkel közösen ismeretlen fokszámú binom Thue-egyenletek és általánosított Fermat-egyenletek egy-egy széles osztálya esetén az összes megoldást sikerült meghatározniuk.
Jelentős, diofantikus számelmélettel foglalkozó tudományos iskolát alapított Debrecenben. Hét tanítványa lett egyetemi tanár, közülük egy akadémikus. Könyve jelent meg Kanadában, három, társszerzős könyve a Cambridge University Pressnél, valamint öt konferenciakötet szerkesztője, kétszáz tudományos közlemény szerzője vagy társszerzője.

## Családja
1964-ben nősült, házasságából két fiúgyermeke született. Fiatalabbik fia, Győry Máté szintén matematikus.

## Díjai, kitüntetései
- Grünwald Géza-díj (1970)
- Szele Tibor-emlékérem (1986)
- Akadémiai Díj (1992)
- Ózd díszpolgára (1998)
- A Magyar Köztársasági Érdemrend tisztikeresztje (2000)
- Hatvani-díj (2000)
- Széchenyi-díj (2003)
- Debreceni Egyetem Díszérme (2010)
- Szent István Tudományos Akadémia tagja (2012–)
- Academy of Europe (London) tagja (2016–)
- Lengyel Művészeti és Tudományos Akadémia tagja (2016–)
- Komáromi Selye János Egyetem díszdoktora (2016)
- Debrecen díszpolgára (2017)[2]
- A Magyar Érdemrend parancsnoki keresztje polgári tagozat (2018)[3]

## Főbb publikációi
- On the irreducibility of a class of polynomials I–IV (1971, 1972, 1982, 1992)
- On polynomials with integer coefficients and given discriminant I–V (1973–1978)
- Effective estimates for the integer solutions of norm form and discriminant form equations (Papp Zoltánnal, 1978)
- Résultats effectifs sur la représentation des entiers par des fromes décomposables (1980)
- Bounds for the solutions of norm form, discriminant form and index form equations in finitely generated integral domains (1983)
- Diofantikus problémákra vonatkozó effektív végességi tételek és alkalmazásaik (akadémiai doktori értekezés, 1983)
- S-Unit Equations and their Applications (társszerző, 1988)
- Effective finiteness results for binary forms with given discriminant (társszerző, 1991)
- On the numbers of families of solutions of systems of decomposable form equations (1993)
- Diofantikus eredmények az algebrai számelméletben (akadémiai székfoglaló, 1994)
- Number Theory, Diophantine, Computational and Algebraic Aspects (társszerkesztő, 1998)
- On the diophantine equation {\displaystyle {n \choose k}=x^{m}} (1997)
- Széteső forma egyenletek és alkalmazásaik (1999)
- Index form equations in quintic fields (Gaál Istvánnal, 1999)
- On the number of solutions of decomposable polynomial equations (társszerző, 2002)
- Binomial Thue equations and polynomial powers (társszerző, 2006)
- Perfect powers from products of consecutive terms in arithmetic progression (társszerző, 2009)
- Effective results for unit equations over finitely generated domains (társszerző, 2013)
- Unit Equations in Diophantine Number Theory, Cambridge (társszerző, 2016)
- Discriminant Equations in Diophantine Number Theory, Cambridge (társszerző, 2016)
- Representation of finite graphs as difference graphs of S-units (társszerző, 2016)
- Number systems over general orders (társszerző, 2019)
- Bounds for the solutions of S-unit equations and decomposable form equations II (2019)
- S-unit equations and Masser’s abc conjecture in algebraic number fields (2022)
- Effective results and methods for Diophantine equations over finitely generated domains, Cambridge (társszerző, 2022)
- Hermite equivalence of polynomials (társszerző, 2023)
- Improved bounds for some S-unit equations (társszerző, 2024)
- Multiplicative dependence of rational values modulo approximate finitely generated groups (társszerző, 2024)
- General effective reduction theory of integral polynomials of given non-zero discriminant and its applications (társszerző, 2024)